# Jastorf-Kultur

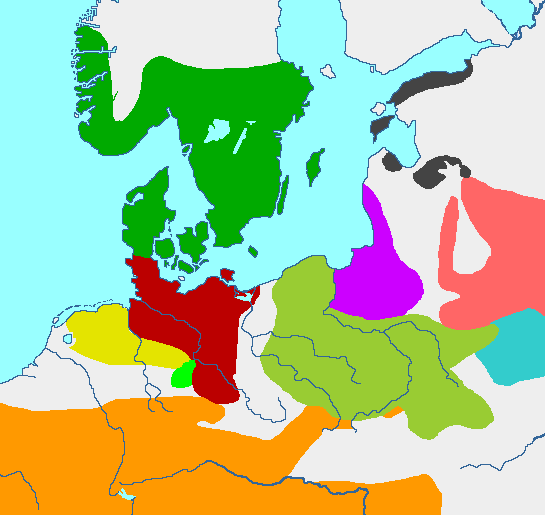
Frühe Eisenzeit:
Nordische Gruppe
Jastorf-Kultur
Harpstedt-Nienburger Gruppe
keltische Gruppen
Pommerellische Gesichtsurnenkultur
Hausurnenkultur
ostbaltische Waldzonenkulturen
westbaltische Hügelgräberkulturen
Milogrady-Kultur
estnische Gruppe

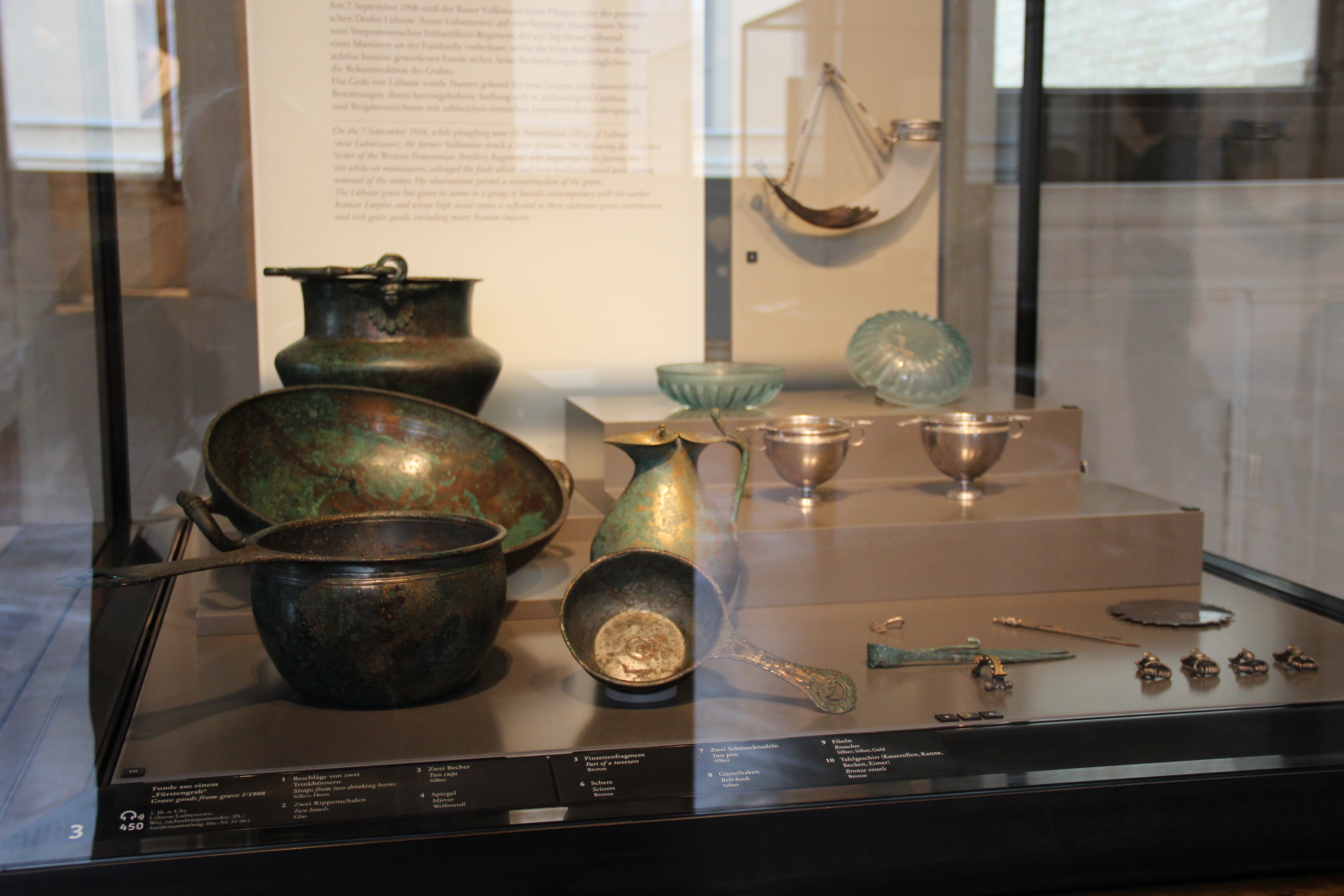
Funde aus einem Fürstengrab, 1. Jh. n. Chr., Lubieszewo

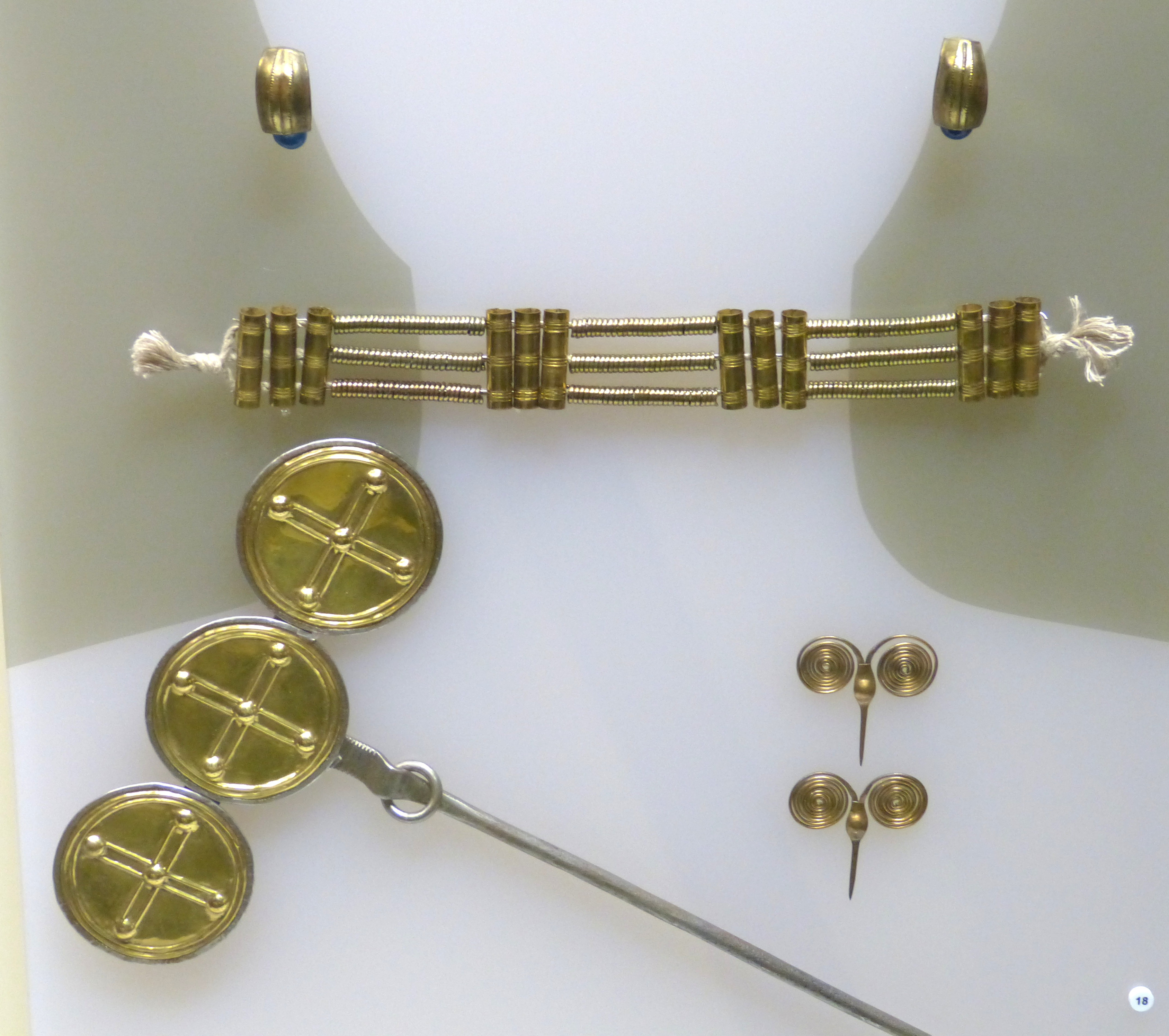
Hortfund der Jastorf-Kultur im Landesmuseum Brandenburg

Die Jastorf-Kultur ist eine nordmitteleuropäische archäologische Kulturgruppe aus der Zeit von etwa 600 v. Chr. bis zur Zeitenwende (vorrömische Eisenzeit), die als Vorgängerkultur der Elbgermanen angesehen wird. Benannt wurde diese Kultur durch den Prähistoriker Gustav Schwantes nach dem Urnengräberfeld von Jastorf beim Ort Jastorf (Landkreis Uelzen) in Niedersachsen.

## Siedlungsgebiet
Das Siedlungsgebiet der Jastorfgruppe erstreckt sich von der westlichen Altmark im Osten bis zum Elbenebenfluss Seeve im Landkreis Harburg und von der Aller im Süden bis Ostholstein und Westmecklenburg im Norden. Der Siedlungsbereich der Nienburger Gruppe liegt südlich der Aller-Weser-Linie und erstreckt sich bis an den Mittelgebirgsraum. Er umfasst Teile des Oldenburger Landes und grenzt im Osten an das Siedlungsareal der Elbe-Saale-Gruppe. Die Region westlich der Seeve bis an die Nordsee gehörte gebietsweise zu einem Formenkreis, dessen Siedlungsschwerpunkt in Westholstein angenommen wird. Südniedersachsen unterlag zeitweise stärkeren Einflüssen aus dem keltisch geprägten Hessischen Bergland und dem Thüringer Raum. Zwischen den Gruppierungen bestanden allerdings keine festen Grenzen.
Eine Sonderposition innerhalb der Jastorfkultur nimmt die Nienburger Gruppe ein. Über ihr Gebiet, insbesondere über die Weser zu den Gruppen der Hallstattkultur, wird die Eisentechnologie ins norddeutsche Flachland vermittelt worden sein. Für diese Annahme spricht die Tatsache, dass im Gebiet um die mittlere Weser zahlreiche Gegenstände gefunden wurden, die der Hallstattkultur zuzuordnen sind.

## Kulturgruppe
Die früher vermutete Einwanderung aus Dänemark und Südschweden (Skandinavien) ist überholt. Wahrscheinlicher – nicht zuletzt auf Grund der Gewässernamen (Hydronymie) – ist ein Ursprung zwischen Harz und Eider. Mit der keltischen Latènekultur ist ein starker kultureller Austausch nachgewiesen. Gegen 500 v. Chr. erreichte die Kultur das heutige Thüringen, den Niederrhein und Niederschlesien.
Die Jastorf-Kultur und ihre zeitliche Entsprechung in der vorausgehenden nordischen Bronzezeit werden als germanische oder vorgermanische Kulturen angesehen. Die Nordische Bronzezeit bildet eine eigenständige Kultur während der gleichzeitigen Existenz der nördlichen Urnenfelderkultur, die aus der zentralen Urnenfelderkultur hervorging. Die nördliche Urnenfelderkultur beziehungsweise Hügelgräberkultur (Tumulus-Kultur) war die vorgermanische Kultur der späten Bronzezeit.
Das chronologische Gerüst und die zeitliche Parallelisierung mit den gleichzeitigen süd- und mitteldeutschen Kulturen stellt sich folgendermaßen dar:
- 600 – 500 v. Chr. Jastorf A entspricht Hallstatt D
- 500 – 400 v. Chr. Jastorf B entspricht Latène A
- 400 – 350 v. Chr. Jastorf C entspricht Latène B
- 350 – 120 v. Chr. Ripdorf entspricht Latène C
- 120 – 0 v. Chr. Seedorf entspricht Latène D

Gefunden wurden bisher hauptsächlich Bestattungen mit Hügelgräbern, Flachgräbern und Brandgrubengräbern. Grabbeigaben waren selten und dann eher ärmlich, Waffenbeigaben fehlen ganz.
Die Forschung betrachtet die Jastorfkultur als Basis der aus ihr hervorgehenden germanischen Stämme und der germanischen Sprach- und Kulturgemeinschaft. Das Fundgut zeigt bereits eine gewisse Differenzierung, die sich in Kleidung, Schmuck und Keramik manifestiert.

## Entdeckung
Der 16-jährige Gustav Schwantes entdeckte im Sommer 1897 in der Heitbracker Heide beim Jastorfer Moor ein unberührtes Urnengräberfeld, das er mit seinem Bruder und zwei Freunden ausgrub. Die 42 gefundenen Urnen mit ihrem Inhalt aus Eisen- und Bronzeteilen brachte er in das Naturhistorische Museum Hamburg, wo sie der Latènezeit zugeordnet wurden. Schwantes bemerkte, dass sich die Beigaben seiner Urnen von denen des Museums erheblich unterschieden. Auch weitere von Schwantes in den folgenden Jahren entdeckte Funde auf dem Urnengräberfeld nördlich von Jastorf, an der Ilmenau, zeigten diese Abweichungen. Dort wurden im Verlauf einiger Jahre 160 Urnengräber gefunden. Durch die Unterschiede geriet die bis dahin geltende Theorie ins Wanken, dass das Eisen erst durch die keltische Latènezivilisation nach Norden gelangt ist. Schwantes stellte fest, dass die Jastorf-Kultur schon vor der Latènezeit Eisen verarbeitet hatte, was der Prähistoriker Carl Schuchhardt 1935 als wissenschaftliche Leistung würdigte. Schwantes untersuchte noch weitere Urnengräberfelder im nordöstlichen Niedersachsen (Urnengräberfeld von Nienbüttel). Das umfangreiche Fundmaterial ermöglichte es ihm, die Jastorf-Kultur zeitlich in drei Stufen (Jastorf A, Jastorf B, Jastorf C) zu unterteilen.